# Ayaulum Amrenova
Ayaulum Amrenova (Aktobe, 30 novembre 2001) è una sciatrice freestyle kazaka, specialista nelle gobbe.

## Biografia
In Coppa del Mondo ha esordito il 9 dicembre 2017 a Ruka (35ª).
Nel 2018 ha preso parte ai XXIII Giochi olimpici invernali a Pyeongchang venendo eliminata nelle qualificazioni e classificandosi ventisettesima nella gara di gobbe.